# ام‌اس سیاتل (۱۹۲۸)
ام‌اس سیاتل (۱۹۲۸) (به انگلیسی: MS Seattle (1928)) یک کشتی است که طول آن 146m می‌باشد. این کشتی در سال ۱۹۲۸ ساخته شد.